# Provincia di M'Sila
La provincia di M'Sila  (in arabo ولاية المسيلي) è una delle 58 province dell'Algeria. La capitale è M'Sila. Altre città sono Bou Saada e Maadid.

## Popolazione
La provincia conta 990.591 abitanti, di cui 504.684 di genere maschile e 485.907 di genere femminile, con un tasso di crescita dal 1998 al 2008 dell'2.1%.

## Geografia fisica
La regione è caratterizzata dalla presenza di numerosi laghi salati.

## Amministrazione
La Provincia di M'Sila è suddivisa in 15 distretti, a loro volta suddivisi in 47 comuni.

1. M'Sila•
2. Hammam Dhalaa•
3. Ouled Derradj•
4. Sidi Aïssa•
5. Aïn El Melh•
6. Ben Srour•
7. Bou Saada•
8. Ouled Sidi Brahim•
9. Sidi Ameur•
10. Magra•
11. Chellal•
12. Khoubana•
13. Medjedel•
14. Aïn El Hadjel•
15. Djebel Messaad.

| Distretto         | Commune                                                         |
| ----------------- | --------------------------------------------------------------- |
| M'Sila            | M'Sila                                                          |
| Hammam Dalaa      | Hammam Dhalaa · Tarmount · Ouled Mansour · Ouanougha            |
| Ouled Derradj     | Ouled Derradj · Maadid · M'Tarfa · Ouled Addi Guebala · Souamaa |
| Sidi Aïssa        | Sidi Aïssa · Bouti Sayah · Beni Ilmane                          |
| Aïn El Melh       | Aïn El Melh · Bir Foda · Aïn Fares · Sidi M'Hamed · Aïn Errich  |
| Ben Srour         | Ben Srour · Ouled Slimane · Zarzour · Mohammed Boudiaf          |
| Bou Saada         | Bou Saada · El Hamel · Oultem                                   |
| Ouled Sidi Brahim | Ouled Sidi Brahim · Benzouh                                     |
| Sidi Ameur        | Sidi Ameur · Tamsa                                              |
| Magra             | Magra · Berhoum · Aïn Khadra · Belaiba · Dehahna                |
| Chellal           | Chellal · Ouled Madhi · Khettouti Sed El Djir · Maarif          |
| Khoubana          | Khoubana · M'Cif · El Houamed                                   |
| Medjedel          | Medjedel · Ouled Atia                                           |
| Aïn El Hadjel     | Aïn El Hadjel · Sidi Hadjeres                                   |
| Djebel Messaad    | Djebel Messaad · Slim                                           |